# Digest
Der oder das Digest [ˈdaɪ̯d͡ʒɛst] ist eine journalistische Publikation, die andernorts erstveröffentlichte Texte in gekürzter oder zusammengefasster Form wiedergibt. Die komprimierte Darstellung soll bei dieser besonderen Form der Zweitpublikation einen raschen und einfachen Überblick über die wichtigsten Textinhalte ermöglichen.

## Begriffsherkunft und Bedeutung
Der Begriff wurde aus dem Englischen ins Deutsche entlehnt und geht letztlich auf das spätlateinische digesta, „Geordnetes“, „geordnete Schriften,“ zurück, das insbesondere auch als Werktitel für die sogenannten Pandekten geläufig ist, einer spätantiken Zusammenstellung aus den Werken römischer Rechtsgelehrter. In den romanischen Sprachen, in denen sich das Wort wie im Englischen von jeher findet, haben sich daraus verschiedene, teils abweichende Sonderbedeutungen herausgebildet, im Sinne von „praktisches Handbuch“ findet es sich etwa im katalanischen Titel des Manual Digest (1748), einer Überblicksdarstellung der Geschichte und Rechtsnormen des Fürstentums Andorra.
Im Englischen findet sich das Wort im Titel von fach- oder branchenspezifischen Mitteilungsblättern und Dossiers (z. B. Accountants Digest, Agricultural Science Digest). Im juristischen Bereich bezeichnet es im Besonderen Sammlungen von Gerichtsentscheidungen (z. B. Digest of International Law), in der schönen Literatur hingegen Anthologien, die umfangreiche oder anspruchsvolle, also „schwierige“ Texte in gekürzter oder sprachlich vereinfachter Form wiedergeben. In dieser Hinsicht ist insbesondere die heute in zahlreichen Ländern und Sprachen (in Deutschland seit 1948) vertriebene Zeitschrift Reader’s Digest bekannt. Im Deutschen ist „Digest“ als Anglizismus seit der Nachkriegszeit geläufig, zuerst erscheint es hier 1947 im Titel der vom Paul Pattloch Verlag in Aschaffenburg veröffentlichten Monatszeitschrift Katholischer Digest. Als „Digest der sowjetischen Presse“ bezeichnete sich die Zeitschrift Sputnik, die zwischen 1967 und 1991 in mehreren Sprachen erschien.
Eine Sonderbedeutung, die im Englischen unbekannt ist, ist bisweilen im deutschen Musikjournalismus anzutreffen, hier bezeichnet das Wort ähnlich wie Potpourri oder Medley auch eine nur auszugsweise Darbietung eines umfangreicheren musikalischen Œuvres („Operetten-Digest“).